# Laurențiu Reghecampf
Laurentiu Aurelian Reghecampf, né le 19 septembre 1975 à Târgoviște, est un ancien footballeur international roumain, reconverti entraîneur.

## Palmarès

### Joueur
- Oțelul Târgoviște:
  - Champion de Roumanie de D2 en 1996

- Steaua Bucarest:
  - Champion de Roumanie en 1997 et 1998
  - Vainqueur de la Coupe de Roumanie en 1997
  - Vainqueur de la Supercoupe de Roumanie en 1998

- Litex Lovetch:
  - Champion de Bulgarie en 1999

### Entraîneur
- Steaua Bucarest:
  - Champion de Roumanie en 2013 et 2014
  - Vainqueur de la Supercoupe de Roumanie en 2013
  - Vainqueur de la Coupe de la Ligue roumaine en 2016

- Al-Hilal:
  - Finaliste de la Ligue des Champions de l'AFC en 2014

- Al-Wahda:
  - Vainqueur de la Coupe de la Ligue des Émirats en 2018
  - Vainqueur de la Supercoupe des Émirats en 2017 et 2018
  - Vice-champion des Émirats arabes unis en 2018

- Neftchi Bakou:
  - Finaliste de la Coupe d'Azerbaïdjan en 2023

- Espérance sportive de Tunis: 
  - Vainqueur de la Supercoupe de Tunisie en 2024